# Давидович, Рувен Лейзерович
Ру́вен Ле́йзерович Давидо́вич (28 ноября 1930, Сороки, Бессарабия, Королевство Румыния — 15 февраля 2025, Владивосток, Россия) — советский химик, доктор химических наук, профессор, главный научный сотрудник Института химии Дальневосточного отделения РАН, заведующий лабораторией химии редких металлов (1971—2001). Заслуженный деятель науки Российской Федерации.

## Биография
Родился в Сороках в семье продавца в магазине тканей, впоследствии участника Великой Отечественной войны и после войны продавца хлебного магазина Лейзера Давидовича Давидовича (1901—1979) и домохозяйки, после войны кассирши-приёмщицы в обувной мастерской Этли Гершковны Давидович (1907—1981). До 1940 года учился в начальной румынской школе и в хедере, а после присоединения Бессарабии к СССР поступил в четвёртый класс еврейской средней школы с преподаванием на идише. Потеряв работу, его родители с младшей сестрой Брониславой переехали в Дондюшаны, а он остался жить в Сороках у родственников. С началом Великой Отечественной войны семья эвакуировалась из города — в Лучинце отец был призван на фронт, а Р. Л. Давидович с матерью и сестрой остались в этом селе и после румынской оккупации были интернированы в гетто, где он переболел тифом. Часть узников этого гетто на собранные еврейской общиной Румынии средства были переведены в Ботошани, где были освобождены Красной Армией. После освобождения Р. Л. Давидович вернулся в Сороки, где воссоединился с остававшимися в гетто матерью и сестрой, а в 1946 году после демобилизации к ним присоединился отец.
С 1944 года продолжил учёбу в русской средней школе № 2 имени А. С. Пушкина в Сороках, где учился вместе с Михаилом Хазиным и Александром Маркусом и где выучил русский язык. В 1955 году окончил химический факультет Кишнёвского государственного университета. Его первая научная статья, основанная на дипломной работе, была опубликована в 1957 году.
С 1955 года по направлению — в Тихоокеанском филиале Всесоюзного научно-исследовательского института рыбного хозяйства и океанографии (ТИНРО) во Владивостоке, сначала был младшим научным сотрудником в лаборатории консервирования сетематериалов, а с 1957 года старшим научным сотрудником в лаборатории промысловой океанографии (заведующий Г. М. Бирюлин), где начал заниматься гидрохимией и составлением стандартов для гидрохимического анализа проб воды. Принял участие в тихоокеанских морских экспедициях, а также в экспедициях в районе Берингова моря, что завершилось несколькими публикациями («Гидрохимические черты южной и юго-восточной частей Берингова моря», 1963; «Некоторые особенности гидрохимического режима Берингова моря», 1964).
В 1958 году был зачислен в аспирантуру в отдел химии Дальневосточного филиала Сибирского отделения АН СССР по специальности «Электрохимия», а после реорганизации Дальневосточного филиала переведён в лабораторию химии редких металлов. Диссертацию кандидата химических наук по теме «Синтез и физико-химические свойства комплексных фторидов ниобия, тантала, молибдена и вольфрама» защитил в 1966 году под руководством Ю. А. Буслаева, после чего возглавил лабораторию физических методов исследования в отделе химии Дальневосточного отделения АН СССР, затем заведовал лабораторией химии комплексных соединений там же (1970). Результатом экспериментальной работы этой лаборатории стало издание трёх атласов физико-химического исследования комплексных соединений. Докторскую диссертацию по теме «Стереохимия и закономерность образования комплексных фторидов переходных металлов IV—V групп и уранила» защитил в 1993 году.
В 1985 году лаборатория химии комплексных соединений была переименована в лабораторию химии редких металлов, которой Р. Л. Давидович заведовал в 1971—2001 годах.
Основные научные труды в области химии координационных соединений, развил новое направление химии и стереохимии фторидных и разнолигандных фторацидокомплексных соединений металлов III—V групп и уранила.

## Семья
- Сестра — Майя Лазаревна Пешкова (1946—2021), радиожурналист, обозреватель радиостанции «Эхо Москвы»[9].

## Публикации
- Р. Л. Давидович, Т. А. Кайдалова, Т. Ф. Левчишина, В. И. Сергиенко. Атлас инфракрасных спектров поглощения и рентгенометрических данных комплексных фторидов металлов IV и V групп Периодической системы элементов. М.: Наука, 1972. — 252 с.
- Р. Л. Давидович. Атлас дериватограмм комплексных фторидов металлов III—V групп. М.: Наука, 1976. — 284 с.
- Ю. Я. Харитонов, Р. Л. Давидович, В. И. Костин. Атлас длинноволновых инфракрасных спектров поглощения комплексных фторидов металлов III—V групп и уранила. М.: Наука, 1977. — 284 с.
- Ю. Н. Москвич, Б. И. Черкасов, А. А. Суховский, Р. Л. Давидович. Исследование ионных движений, проводимости и суперионных фазовых переходов в гексафтороцирконатах, гафнатах и титанатах щелочных металлов. Красноярск: ИФ, 1988. — 45 с.
- Р. Л. Давидович. Комплексонаты сурьмы(III) и висмута(III). Владивосток: Дальнаука, 2003. — 194 с.
- Р. Л. Давидович, В. И. Сергиенко. Структурная химия комплексных фторидов титана(IV), циркония(IV) и гафния(IV). Владивосток: Дальнаука, 2016. — 176 с.